# ありがとうパパ
ありがとうパパは、日本テレビ系列で1977年7月30日から9月17日まで放映されたテレビドラマ。全8回。
毎週土曜日21:00〜21:54のグランド劇場の枠で放送されていた。

## 内容
水産研究所の主任技師の宇野信吾が大切に育てて来た12歳の息子・鯛一が、実は病院での“取り違え事件”が原因で引き取った他人の子供だった。信吾は「では本当のわが子はどこに」と、鯛一の本当の母親（千代子）を探そうとする。信吾の愛情と心理、周囲の人々の人間模様などを描いた。

## スタッフ
- 脚本：ジェームス三木
- 演出：田中康隆
- プロデューサー：平林邦介、大貫伊佐雄（東宝）
- 制作：早川恒夫
- 製作：日本テレビ

## キャスト
- 宇野信吾：加山雄三
- 宇野康子：宇津宮雅代
- 宇野鯛一：水野哲
- 千代子：山岡久乃
- 直美：岡田奈々
- 朝比奈輝夫：谷隼人
- 定彦：下條アトム
- 松崎（千代子の元夫）：小池朝雄
- 中尾彬

| 日本テレビ グランド劇場 | 日本テレビ グランド劇場 | 日本テレビ グランド劇場 |
| 前番組                  | 番組名                  | 次番組                  |
| ----------------------- | ----------------------- | ----------------------- |
| 近眼ママ恋のかけひき    | ありがとうパパ          | 秋日記                  |

| スタブアイコン | サブスタブ | この項目は、まだ閲覧者の調べものの参照としては役立たない、テレビ番組に関連した書きかけの項目です。この項目を加筆・訂正などしてくださる協力者を求めています（P:テレビ/PJ:放送または配信の番組）。 |